# Dreiband-Weltmeisterschaft für Nationalmannschaften 2004

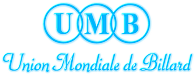
Logo UMB (ausrichtender Verband)

Veranstaltungsort: Viersen

Die Dreiband-Weltmeisterschaft für Nationalmannschaften 2004 war die 18. Auflage dieses Turniers, das seit 1981 in der Regel jährlich in der Billardvariante Dreiband ausgetragen wird. Sie fand, vom 4. bis zum 7. März 2004, in Viersen statt; seit 1990 fester Austragungsort der WM.

## Turnierkommentar
Die Türkei, die dieses Turnier gewann, konnte damit erfolgreich ihren Titel verteidigen. Das schlechte Abschneiden der Schweden und der 1. Mannschaft aus Deutschland überraschte negativ. Sie belegten nur die Plätze 11 und 10. Ägypten konnte sich über den Einzug ins Viertelfinale freuen, musste sich dort jedoch den Spaniern geschlagen geben. Die belegten im Endklassement den 3. Platz, gemeinsam mit Frankreich. Die USA konnten nicht an ihre Erfolge von 1987 und 1992 anknüpfen, als sie Vizeweltmeister wurden. Sie belegten nur den 21. Platz, hinter Syrien, Kolumbien und ihrem Nachbarn Mexiko. Vorjahresvizeweltmeister Griechenland überzeugte, trotz identischer Besetzung (Nikos Polychronopoulos/Filipos Kasidokostas), ebenfalls nicht und landete auf dem 13. Platz. Mexiko, die USA, Tschechien, Japan (2) und die Schweiz konnten keines ihrer Spiele gewinnen. Bester Spieler des Turniers war Semih Saygıner aus der Türkei, Zweiter wurde Peter de Bakker aus Belgien. Beide Spieler verloren keines ihrer Spiele. Dritter wurde der Spanier Daniel Sánchez, der ebenfalls kein Spiel verlor.

## Turniermodus
Eingeladen waren  24 Mannschaften, 20 Mannschaften hatten sich angemeldet. Die fehlenden Teams wurden durch die 2. Mannschaften wie folgt besetzt:
1. Titelverteidiger:  Türkei
2. Ausrichter:  Deutschland
3. Drittplatzierter:  Niederlande
4. Nächstplatzierter nach Rangliste:  Japan

Gespielt wurde in acht Gruppen (A–H) zu je drei Mannschaften auf zwei Match-Billards. Jedes Team bestand aus zwei Spielern. Die besten acht Nationen der Weltrangliste waren gesetzt und spielten direkt in die Hauptrunde. Die Gruppenersten kamen in die Finalrunde.
Es wurde im Satzsystem auf Punkte gespielt – in der Gruppenphase „Best of 3“, ab dem Viertelfinale „Best of 5“, jeweils auf 15 Punkte. Es war die erste WM, bei der der 3. Platz nicht mehr ausgespielt wurde. Somit wurden zwei Bronzemedaillen vergeben. Die Shot-clock stand auf 40 Sekunden, mit der Möglichkeit für jeden Spieler ein Time-out je Spiel von ebenfalls 40 Sekunden zu nehmen.
Bei Punktegleichstand wird wie folgt gewertet:
1. Matchpunkte (MP)
2. Satzverhältnis (SV)
3. Mannschafts-Generaldurchschnitt (MGD)

## Teilnehmer
| Nation             | Gruppe | Spieler 1              | Spieler 2              |
| ------------------ | ------ | ---------------------- | ---------------------- |
| Ägypten            | C      | Ihab el Messery        | Hesham Saad            |
| Belgien            | F      | Frédéric Caudron       | Peter de Backer        |
| Dänemark           | E      | Jacob Haack-Sörensen   | Tonny Carlsen          |
| Deutschland A      | A      | Christian Rudolph      | Martin Horn            |
| Deutschland B      | H      | Johann Schirmbrand     | Stefan Galla           |
| Frankreich         | A      | Jérémy Bury            | Jean-Christophe Roux   |
| Griechenland       | F      | Nikos Polychronopoulos | Filipos Kasidokostas   |
| Italien            | G      | Salvatore Papa         | Alfio Basilo           |
| Japan A            | H      | Ryūji Umeda            | Tatsuo Arai            |
| Japan B            | F      | Akira Hida             | Tsiyoshi Suzuki        |
| Kolumbien          | B      | Oscar Tastano          | Miguel Romero          |
| Mexiko             | A      | Aurelio Perez-Casti    | Miguel Almaraz-Jimenez |
| Niederlande A      | B      | Dick Jaspers           | Raimond Burgman        |
| Niederlande B      | E      | Clemie van Wanrooij    | Henk Habraken          |
| Österreich         | D      | Gerhard Kostistansky   | Andreas Efler          |
| Portugal           | B      | Jorge Theriaga         | Francisco Rodrigues    |
| Schweden           | C      | Torbjörn Blomdahl      | Mats Noren             |
| Schweiz            | D      | Jan Niederlander       | Alex Niederlander      |
| Spanien            | G      | Daniel Sánchez         | Alfonso Legazpi        |
| Syrien             | G      | Gamel Shahen           | Machel Khory           |
| Tschechien         | E      | Ivo Gazdos             | Radovan Hajek          |
| Türkei A           | D      | Semih Saygıner         | Tayfun Taşdemir        |
| Türkei B           | H      | Adnan Yüksel           | Murat Naci Çoklu       |
| Vereinigte Staaten | C      | Young-Kyu Lee          | George Ashby           |

## Gruppenphase

### Gruppe A
| Platz | Nation        | Sp. | G-U-V | MP  | SV  | MGD   | BEMD  |
| ----- | ------------- | --- | ----- | --- | --- | ----- | ----- |
| 1     | Frankreich    | 2   | 1-1-0 | 3:1 | 7:4 | 1,014 | 1,155 |
| 2     | Deutschland A | 2   | 1-1-0 | 3:1 | 7:5 | 1,389 | 1,448 |
| 3     | Mexiko        | 2   | 0-0-2 | 0:4 | 3:8 | 0,830 | -     |

| Datum               | Nation 1      | MGD   | MP  | SV  | MGD   | Nation 2      |
| ------------------- | ------------- | ----- | --- | --- | ----- | ------------- |
| 4. März 2004 18:00h | Frankreich    | 0,909 | 2:0 | 4:1 | 0,746 | Mexiko        |
| 5. März 2004 20:00h | Mexiko        | 0,945 | 0:2 | 2:4 | 1,327 | Deutschland A |
| 6. März 2004 13:00h | Deutschland A | 1,448 | 1:1 | 3:3 | 1,155 | Frankreich    |

### Gruppe B
| Platz | Nation        | Sp. | G-U-V | MP  | SV  | MGD   | BEMD  |
| ----- | ------------- | --- | ----- | --- | --- | ----- | ----- |
| 1     | Niederlande A | 2   | 1-1-0 | 3:1 | 7:2 | 1,195 | 1,305 |
| 2     | Portugal      | 2   | 0-2-0 | 2:2 | 4:5 | 1,000 | 1,040 |
| 3     | Kolumbien     | 2   | 0-1-1 | 1:3 | 2:6 | 0,755 | 0,869 |

| Datum               | Nation 1      | MGD   | MP  | SV  | MGD   | Nation 2      |
| ------------------- | ------------- | ----- | --- | --- | ----- | ------------- |
| 4. März 2004 18:00h | Portugal      | 0,956 | 1:1 | 2:2 | 0,869 | Kolumbien     |
| 5. März 2004 20:00h | Kolumbien     | 0,636 | 0:2 | 0:4 | 1,304 | Niederlande A |
| 6. März 2004 13:00h | Niederlande A | 1,098 | 1:1 | 3:2 | 1,040 | Portugal      |

### Gruppe C
| Platz | Nation             | Sp. | G-U-V | MP  | SV  | MGD   | BEMD  |
| ----- | ------------------ | --- | ----- | --- | --- | ----- | ----- |
| 1     | Ägypten            | 2   | 1-1-0 | 3:1 | 6:3 | 0,929 | 1,085 |
| 2     | Schweden           | 2   | 1-1-0 | 3:1 | 6:4 | 1,207 | 1,211 |
| 3     | Vereinigte Staaten | 2   | 0-0-2 | 0:4 | 3:8 | 0,707 | -     |

| Datum               | Nation 1           | MGD   | MP  | SV  | MGD   | Nation 2           |
| ------------------- | ------------------ | ----- | --- | --- | ----- | ------------------ |
| 4. März 2004 16:00h | Vereinigte Staaten | 0,558 | 0:2 | 1:4 | 0,858 | Ägypten            |
| 5. März 2004 14:00h | Schweden           | 1,211 | 2:0 | 4:2 | 0,871 | Vereinigte Staaten |
| 6. März 2004 11:00h | Ägypten            | 1,085 | 1:1 | 2:2 | 1,200 | Schweden           |

### Gruppe D
| Platz | Nation     | Sp. | G-U-V | MP  | SV  | MGD   | BEMD  |
| ----- | ---------- | --- | ----- | --- | --- | ----- | ----- |
| 1     | Türkei A   | 2   | 1-1-0 | 3:1 | 7:3 | 1,736 | 1,870 |
| 2     | Österreich | 2   | 1-1-0 | 3:1 | 6:3 | 1,264 | 1,612 |
| 3     | Schweiz    | 2   | 0-0-2 | 0:4 | 1:8 | 0,693 | -     |

| Datum               | Nation 1   | MGD   | MP  | SV  | MGD   | Nation 2   |
| ------------------- | ---------- | ----- | --- | --- | ----- | ---------- |
| 4. März 2004 16:00h | Österreich | 1,071 | 2:0 | 4:0 | 0,444 | Schweiz    |
| 5. März 2004 14:00h | Schweiz    | 1,000 | 0:2 | 1:4 | 1,644 | Türkei A   |
| 6. März 2004 11:00h | Türkei A   | 1,870 | 1:1 | 3:2 | 1,612 | Österreich |

### Gruppe E
| Platz | Nation        | Sp. | G-U-V | MP  | SV  | MGD   | BEMD  |
| ----- | ------------- | --- | ----- | --- | --- | ----- | ----- |
| 1     | Dänemark      | 2   | 2-0-0 | 4:0 | 8:1 | 1,316 | 1,363 |
| 2     | Niederlande B | 2   | 1-0-1 | 2:2 | 4:5 | 1,040 | 1,122 |
| 3     | Tschechien    | 2   | 0-0-2 | 0:4 | 2:8 | 0,810 | -     |

| Datum               | Nation 1      | MGD   | MP  | SV  | MGD   | Nation 2      |
| ------------------- | ------------- | ----- | --- | --- | ----- | ------------- |
| 4. März 2004 14:00h | Niederlande B | 1,122 | 2:0 | 4:1 | 0,854 | Tschechien    |
| 5. März 2004 11:00h | Tschechien    | 0,767 | 0:2 | 1:4 | 1,280 | Dänemark      |
| 5. März 2004 18:00h | Dänemark      | 1,363 | 2:0 | 4:0 | 0,928 | Niederlande B |

### Gruppe F
| Platz | Nation       | Sp. | G-U-V | MP  | SV  | MGD   | BEMD  |
| ----- | ------------ | --- | ----- | --- | --- | ----- | ----- |
| 1     | Belgien      | 2   | 2-0-0 | 4:0 | 8:0 | 1,621 | 1,764 |
| 2     | Griechenland | 2   | 1-0-1 | 2:2 | 4:5 | 1,258 | 1,157 |
| 3     | Japan B      | 2   | 0-0-2 | 0:4 | 1:8 | 1,021 | -     |

| Datum               | Nation 1     | MGD   | MP  | SV  | MGD   | Nation 2     |
| ------------------- | ------------ | ----- | --- | --- | ----- | ------------ |
| 4. März 2004 14:00h | Griechenland | 1,157 | 2:0 | 4:1 | 0,981 | Japan B      |
| 5. März 2004 11:00h | Japan B      | 1,078 | 0:2 | 0:4 | 1,500 | Belgien      |
| 5. März 2004 18:00h | Belgien      | 1,764 | 2:0 | 4:0 | 1,437 | Griechenland |

### Gruppe G
| Platz | Nation  | Sp. | G-U-V | MP  | SV  | MGD   | BEMD  |
| ----- | ------- | --- | ----- | --- | --- | ----- | ----- |
| 1     | Spanien | 2   | 2-0-0 | 4:0 | 8:0 | 1,304 | 1,333 |
| 2     | Italien | 2   | 0-1-1 | 1:3 | 3:7 | 0,772 | 0,785 |
| 3     | Syrien  | 2   | 0-1-1 | 1:3 | 3:7 | 0,570 | 0,700 |

| Datum               | Nation 1 | MGD   | MP  | SV  | MGD   | Nation 2 |
| ------------------- | -------- | ----- | --- | --- | ----- | -------- |
| 4. März 2004 12:00h | Italien  | 0,785 | 1:1 | 3:3 | 0,700 | Syrien   |
| 4. März 2004 20:00h | Syrien   | 0,311 | 0:2 | 0:4 | 1,276 | Spanien  |
| 5. März 2004 16:00h | Spanien  | 1,333 | 2:0 | 4:0 | 0,744 | Italien  |

### Gruppe H
| Platz | Nation        | Sp. | G-U-V | MP  | SV  | MGD   | BEMD  |
| ----- | ------------- | --- | ----- | --- | --- | ----- | ----- |
| 1     | Japan A       | 2   | 1-1-0 | 3:1 | 6:4 | 1,147 | 1,500 |
| 2     | Deutschland B | 2   | 0-2-0 | 2:2 | 5:4 | 1,256 | 1,261 |
| 3     | Türkei B      | 2   | 0-1-1 | 1:3 | 3:6 | 0,906 | 1,277 |

| Datum               | Nation 1      | MGD   | MP  | SV  | MGD   | Nation 2      |
| ------------------- | ------------- | ----- | --- | --- | ----- | ------------- |
| 4. März 2004 12:00h | Japan A       | 0,945 | 2:0 | 4:1 | 0,718 | Türkei B      |
| 4. März 2004 20:00h | Türkei B      | 1,277 | 1:1 | 2:2 | 1,250 | Deutschland B |
| 5. März 2004 16:00h | Deutschland B | 1,261 | 1:1 | 3:2 | 1,500 | Japan A       |

## Finalrunde
|  | Viertelfinale Best of 5 | Viertelfinale Best of 5 |                      |               | Halbfinale Best of 5 | Halbfinale Best of 5 |  |  | Finale Best of 5 | Finale Best of 5 |
|  |                         |                         |                      |               |                      |                      |  |  |                  |                  |
|  | 6. März; 17:00h         |                         |                      |               |                      |                      |  |  |                  |                  |
|  |                         |                         |                      |               |                      |                      |  |  |                  |                  |
|  | Niederlande A           | 0:2/0:6/1,150           |                      |               |                      |                      |  |  |                  |                  |
|  | Niederlande A           | 0:2/0:6/1,150           | 7. März 2004; 11:30h |               |                      |                      |  |  |                  |                  |
|  | Türkei A                | 2:0/6:0/1,428           |                      |               |                      |                      |  |  |                  |                  |
|  | Türkei A                | 2:0/6:0/1,428           | Türkei A             | 2:0/5:3/1,310 |                      |                      |  |  |                  |                  |
|  | 6. März; 17:00h         |                         | Türkei A             | 2:0/5:3/1,310 |                      |                      |  |  |                  |                  |
|  |                         |                         | Frankreich           | 0:2/3:5/1,164 |                      |                      |  |  |                  |                  |
|  | Dänemark                | 1:1/4:5/1,237           | Frankreich           | 0:2/3:5/1,164 |                      |                      |  |  |                  |                  |
|  | Dänemark                | 1:1/4:5/1,237           | 7. März 2004; 14:00h |               |                      |                      |  |  |                  |                  |
|  | Frankreich              | 1:1/5:4/1,325           |                      |               |                      |                      |  |  |                  |                  |
|  | Frankreich              | 1:1/5:4/1,325           | Türkei A             | 1:1/4:3/1,573 |                      |                      |  |  |                  |                  |
|  | 6. März; 20:00h         |                         | Türkei A             | 1:1/4:3/1,573 |                      |                      |  |  |                  |                  |
|  |                         |                         | Belgien              | 1:1/3:4/1,333 |                      |                      |  |  |                  |                  |
|  | Spanien                 | 2:0/6:0/1,384           | Belgien              | 1:1/3:4/1,333 |                      |                      |  |  |                  |                  |
|  | Spanien                 | 2:0/6:0/1,384           | 7. März 2004; 11:30h |               |                      |                      |  |  |                  |                  |
|  | Ägypten                 | 0:2/0:6/0,822           |                      |               |                      |                      |  |  |                  |                  |
|  | Ägypten                 | 0:2/0:6/0,822           | Spanien              | 1:1/4:5/1,225 |                      |                      |  |  |                  |                  |
|  | 6. März; 20:00h         |                         | Spanien              | 1:1/4:5/1,225 |                      |                      |  |  |                  |                  |
|  |                         |                         | Belgien              | 1:1/5:4/1,436 |                      |                      |  |  |                  |                  |
|  | Belgien                 | 2:0/6:2/1,138           | Belgien              | 1:1/5:4/1,436 |                      |                      |  |  |                  |                  |
|  | Belgien                 | 2:0/6:2/1,138           |                      |               |                      |                      |  |  |                  |                  |
|  | Japan                   | 0:2/2:6/0,888           |                      |               |                      |                      |  |  |                  |                  |
|  | Japan                   | 0:2/2:6/0,888           |                      |               |                      |                      |  |  |                  |                  |

## Abschlusstabelle
| MP    | Match Punkte (Sieger = 2; Unentschieden = 1; Verlierer = 0) |
| SV    | Satzverhältnis (nur bei Turnieren im Satzsystem)            |
| Pkte. | Erzielte Karambolagen                                       |
| Aufn. | benötigte Aufnahmen                                         |
| GD    | Generaldurchschnitt                                         |
| MGD   | Mannschafts-Generaldurchschnitt                             |
| BED   | Bester Einzeldurchschnitt eines Spielers                    |
| BEMD  | Bester Einzeldurchschnitt einer Mannschaft                  |
| BSD   | Bester Satzdurchschnitt eines Spielers                      |
| HS    | Höchstserie                                                 |
| WRP   | Weltranglistenpunkte                                        |

| Phase           | Platz | Nation             | Sp. | G-U-V | MP  | PP  | SV    | Pkt. | Aufn. | MGD   | BMED  | HS |
| --------------- | ----- | ------------------ | --- | ----- | --- | --- | ----- | ---- | ----- | ----- | ----- | -- |
| Finale          | 1     | Türkei A           | 5   | 4-1-0 | 9:1 | 8:3 | 22:9  | 415  | 274   | 1,514 | 1,870 | 12 |
| Finale          | 2     | Belgien            | 5   | 4-0-1 | 8:2 | 8:2 | 22:10 | 417  | 306   | 1,362 | 1,764 | 11 |
| Halb- finale    | 3     | Spanien            | 4   | 3-0-1 | 6:2 | 7:1 | 18:5  | 297  | 228   | 1,302 | 1,384 | 7  |
| Halb- finale    | 3     | Frankreich         | 4   | 2-1-1 | 5:3 | 5:4 | 15:13 | 328  | 288   | 1,138 | 1,325 | 11 |
| Viertel- finale | 5     | Dänemark           | 3   | 2-0-1 | 4:2 | 5:1 | 12:6  | 323  | 181   | 1,281 | 1,363 | 7  |
| Viertel- finale | 6     | Japan A            | 3   | 1-1-1 | 3:3 | 3:3 | 8:10  | 220  | 214   | 1,028 | 1,500 | 10 |
| Viertel- finale | 7     | Niederlande A      | 3   | 1-1-1 | 3:3 | 3:3 | 7:8   | 185  | 157   | 1,178 | 1,304 | 13 |
| Viertel- finale | 8     | Ägypten            | 3   | 1-1-1 | 3:3 | 3:3 | 6:9   | 156  | 175   | 0,891 | 1,085 | 6  |
| Gruppen- phase  | 9     | Österreich         | 2   | 1-1-0 | 3:1 | 3:1 | 6:3   | 110  | 87    | 1,264 | 1,612 | 10 |
| Gruppen- phase  | 10    | Deutschland A      | 2   | 1-1-0 | 3:1 | 3:1 | 7:5   | 157  | 113   | 1,389 | 1,448 | 9  |
| Gruppen- phase  | 11    | Schweden           | 2   | 1-1-0 | 3:1 | 3:1 | 6:4   | 128  | 106   | 1,207 | 1,211 | 9  |
| Gruppen- phase  | 12    | Deutschland B      | 2   | 0-2-0 | 2:2 | 2:2 | 5:4   | 98   | 78    | 1,256 | 1,261 | 7  |
| Gruppen- phase  | 13    | Griechenland       | 2   | 1-0-1 | 2:2 | 2:2 | 4:5   | 113  | 89    | 1,269 | 1,157 | 8  |
| Gruppen- phase  | 14    | Niederlande B      | 2   | 1-0-1 | 2:2 | 2:2 | 4:5   | 103  | 99    | 1,040 | 1,122 | 7  |
| Gruppen- phase  | 15    | Portugal           | 2   | 0-2-0 | 2:2 | 2:2 | 4:5   | 96   | 96    | 1,000 | 1,040 | 7  |
| Gruppen- phase  | 16    | Italien            | 2   | 0-1-1 | 1:3 | 1:3 | 3:7   | 102  | 132   | 0,772 | 0,786 | 6  |
| Gruppen- phase  | 17    | Türkei B           | 2   | 0-1-1 | 1:3 | 1:3 | 3:6   | 97   | 107   | 0,906 | 1,277 | 7  |
| Gruppen- phase  | 18    | Syrien             | 2   | 0-1-1 | 1:3 | 1:3 | 3:7   | 77   | 135   | 0,570 | 0,700 | 5  |
| Gruppen- phase  | 19    | Kolumbien          | 2   | 0-1-1 | 1:3 | 1:3 | 2:6   | 68   | 90    | 0,755 | 0,869 | 5  |
| Gruppen- phase  | 20    | Mexiko             | 2   | 0-0-2 | 0:4 | 0:4 | 3:8   | 108  | 130   | 0,830 | –     | 5  |
| Gruppen- phase  | 21    | Vereinigte Staaten | 2   | 0-0-2 | 0:4 | 0:4 | 3:8   | 104  | 147   | 0,707 | –     | 6  |
| Gruppen- phase  | 22    | Tschechien         | 2   | 0-0-2 | 0:4 | 0:4 | 2:8   | 90   | 111   | 0,810 | –     | 6  |
| Gruppen- phase  | 23    | Japan B            | 2   | 0-0-2 | 0:4 | 0:4 | 1:8   | 95   | 93    | 1,021 | –     | 7  |
| Gruppen- phase  | 24    | Schweiz            | 2   | 0-0-2 | 0:4 | 0:4 | 1:8   | 68   | 98    | 0,693 | –     | 5  |